# Pepino (Toledo)
Pepino es un municipio y localidad española de la provincia de Toledo, en la comunidad autónoma de Castilla-La Mancha. Cuenta con una población de 3259 habitantes (INE 2024).

## Toponimia
Dice la leyenda que el topónimo de Pepino proviene de un antiguo labrador, Alonso Pepino, que vivió allí. Anteriormente, se llamó Aldeanueva de Talavera, dada la cercanía con dicha localidad. 
No está comprobado, ni demostrado, que la etimología del nombre sea esa. No obstante, dado que las pruebas documentales desaparecieron, es la explicación más factible que queda, dado que no se puede establecer una genealogía con el término latino papinivs. Sin embargo, sí es más probable que Pepino fuese un apodo o sobrenombre del citado labrador, más que un apellido en sí mismo o un hipocorístico de José (Pepe, Pepín).
El gentilicio para los habitantes de Pepino es pepineros, -as.

## Geografía
Linda con los términos municipales de Cervera de los Montes, San Román de los Montes, Cazalegas, Talavera de la Reina y Segurilla, todos de Toledo. Pepino se encuentra a 8 kilómetros de Talavera de la Reina y a 120 kilómetros de Madrid. Está a 454 metros de altitud, contando con 4605 hectáreas.
| Noroeste: Cervera de los Montes | Norte: Cervera de los Montes                         | Noreste: San Román de los Montes |
| Oeste: Segurilla                | Localización del municipio en la provincia de Toledo | Este: San Román de los Montes    |
| Suroeste: Talavera de la Reina  | Sur: Talavera de la Reina                            | Sureste: Cazalegas               |

## Historia
El municipio de Pepino perteneció desde sus comienzos, como lugar poblado, a la villa de Talavera, en el señorío de los arzobispos de Toledo. 
En el alistamiento de gentes de guerra que hace Talavera en 1592 Pepino entrega dos soldados. En 1532 se habla de Pepino con motivo de un pleito entre Mejorada, Segurilla y Talavera, por la posesión del Berrocal y Miraflores. Los bienes de propios consisten en un ejido y dos pequeñas dehesas boyales, éstas sujetas a Talavera.

## Demografía
Cuenta con una población de 3259 habitantes (INE 2024).
| Gráfica de evolución demográfica de Pepino entre 1842 y 2021                                                          |
| |
| Población de derecho según los censos de población del INE. Población de hecho según los censos de población del INE. |

## Símbolos
El escudo heráldico que representa al municipio fue aprobado oficialmente en 1986 y se describe a partir del siguiente blasón:

Escudo de plata, un árbol de siete ramas de sinople, terrazado de lo mismo, acompañado de un escudete de azur, con una cruz de plata y a la siniestra, otro escudete de gules con un castillo de oro. Al timbre, Corona Real cerrada.
Diario Oficial de Castilla-La Mancha n.º 46 de 4 de noviembre de 1986

La creación del escudo de Pepino fue encomendada en pleno municipal de 4 de junio de 1982 a los heraldistas e historiadores José Luis Ruz Márquez y Buenaventura Leblic García, quienes lo realizaron apoyándose en la tradición de la llegada de siete pobladores, uno de ellos llamado Alonso Pepino a quien el pueblo debería el nombre, así como en el arzobispo Contreras —cuyas armas eran, contracuarteladas, la cruz y el castillo— quien siendo deán de Talavera creó el territorio que luego daría origen al término de Pepino. Tras la aprobación de la Real Academia de la Historia en 27 de junio, la Junta de Comunidades de Castilla-La Mancha aprobó oficialmente el blasón.

## Administración
| Periodo   | Nombre                     | Partido             |
| --------- | -------------------------- | ------------------- |
| 1979-1983 | Inocencio Buitrago Privado | UCD                 |
| 1983-1987 | Eleuterio Jiménez Castro   | PSOE                |
| 1987-1991 | Eleuterio Jiménez Castro   | PSOE                |
| 1991-1995 | Pedro Velasco Sanz         | PSOE                |
| 1995-1999 | Pedro Velasco Sanz         | PSOE                |
| 1999-2003 | Pedro Velasco Sanz         | PSOE                |
| 2003-2007 | Pedro Velasco Sanz         | PSOE                |
| 2007-2011 | Vicente Casitas Muñoz      | Independiente (AIP) |
| 2011-2015 | Inocencio Gil Resino       | PP                  |
| 2015-2019 | Inocencio Gil Resino       | PP                  |
| 2019-2023 | Inocencio Gil Resino       | PP                  |
| 2023-act. | Inocencio Gil Resino       | PP                  |

## Patrimonio
A destacar la iglesia parroquial de la Purísima Concepción y la ermita del Cristo de Medinaceli. En el Gran Chaparral se puede ver la enorme estatua del Sagrado Corazón de Jesús de cinco metros. Otro lugar de interés a destacar es la llamada fuente del Cantarranas, situada en la zona del pueblo del mismo nombre.

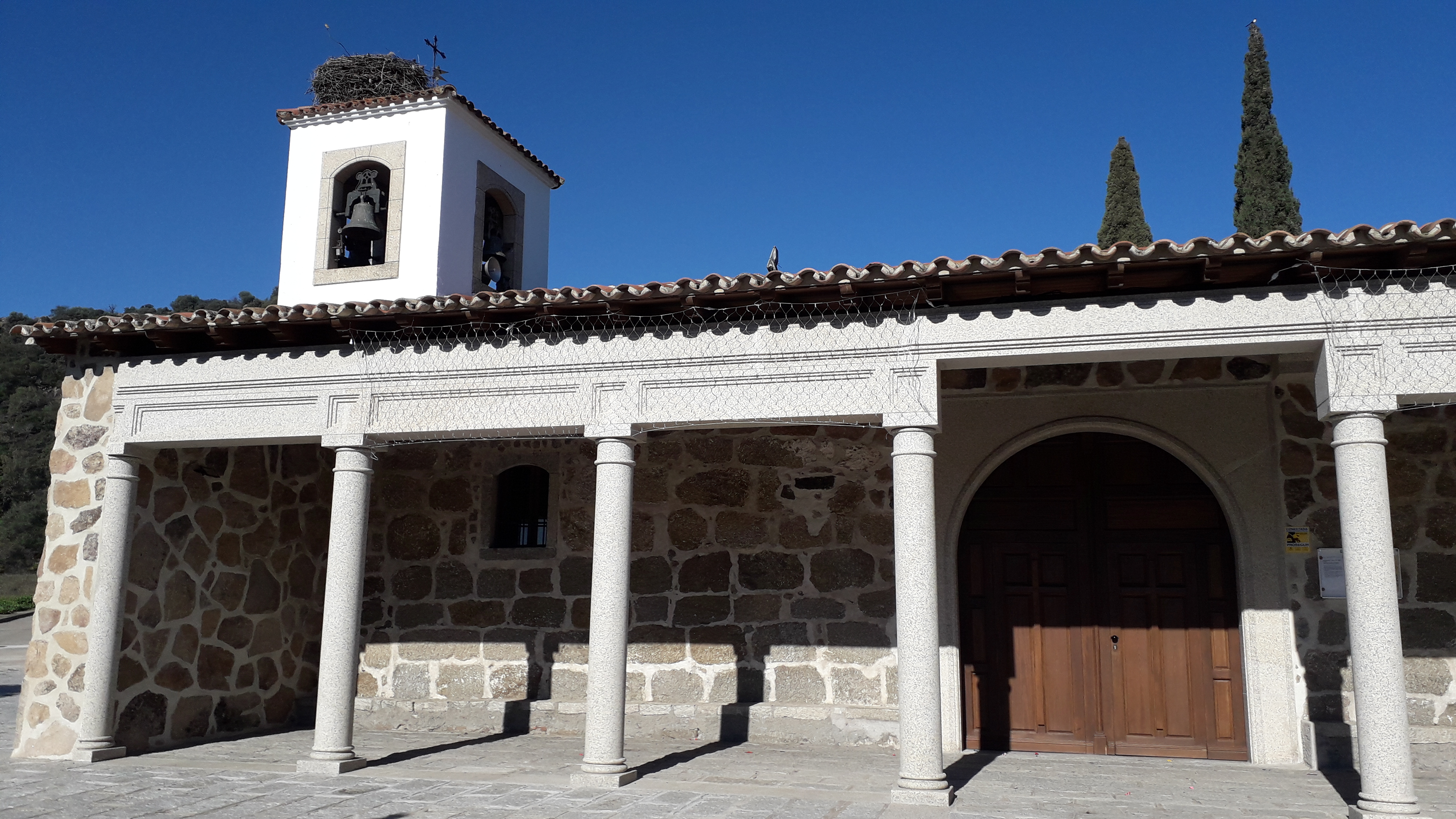
Iglesia de Pepino

## Fiestas
- 3 de febrero. Fiestas en honor a San Blas. Su duración es de dos días. El día 2, día de la Candelaria, sale dicha virgen en procesión, se quema el Chozo y los mayordomos sirven un refresco. El día 3 se saca el santo adornado con uvas, ramas de laurel, naranjas y con las roscas típicas de San Blas, que se venderán después. Lo sacan de la parroquia los mayordomos de ese año, y lo vuelven a meter los mayordomos del año siguiente. El día 4 es San Blasito, y los mayordomos reparten por las casas bollos de anís.
- 8 de septiembre. Fiestas Patronales en honor de la Natividad de la Virgen María. Estas fiestas duran cinco días. La víspera (7 de septiembre), hay una ofrenda floral, se coronan las «Majas de las Fiestas», se entregan los trofeos de las competiciones y se realiza un baile. El día 8 hay diana floreada y Santa Misa en honor de la Natividad de la Virgen María. En estos días hay festivales taurinos, verbenas, conciertos y una merienda popular. La semana previa a la festividad se celebra la conocida como «Semana Cultural», en la que se organizan concursos y competiciones deportivas.